# Ivane Bellocq
Pour les articles homonymes, voir Bellocq (homonymie).
 (décembre 2009).
Si vous disposez d'ouvrages ou d'articles de référence ou si vous connaissez des sites web de qualité traitant du thème abordé ici, merci de compléter l'article en donnant les références utiles à sa vérifiabilité et en les liant à la section « Notes et références ».
Ivane Béatrice Bellocq, née le 29 juillet 1958 à Saint-Nazaire, est une compositrice et flûtiste française.

## Biographie
Ivane débute la flûte à quatorze ans. Autodidacte, elle commence par écrire avant de suivre des cours. Élève de Roger Bourdin au conservatoire de Versailles pour la flûte, de Max Deutsch pour l’analyse et d’Olivier Greif pour la composition, Ivane Bellocq remporte les Concours Internationaux de Radio-France (composition) en 1982, et, comme flûtiste, de Berlin en 1988, et a été finaliste de 4 autres concours internationaux, dont le concours Maurice Ohana.
Ivane Bellocq a dirigé le Conservatoire de Saint-Cloud après avoir enseigné flûte et musique de chambre à l’École Normale de Musique de Paris et dans les Yvelines. Elle se consacre depuis 2004 à la composition et à l'interprétation.
Comme flûtiste, elle a enregistré plusieurs disques compacts dont Cosmogonies (2006), Vent d'Est (Dux, 2015) et Melodramas (Dux, 2017), et a créé de nombreuses œuvres. Elle dirige une collection de partitions chez l'éditeur Delatour. Sa musique est jouée et radiodiffusée dans une trentaine de pays. Elle a été compositrice en résidence à Rambouillet en 2004-2006, à Bezons et Argenteuil en 2006-2007, et en Mayenne en 2007-2014. En 2011 est inauguré le conservatoire I. Bellocq de la communauté de communes du pays de Mayenne dont elle est la marraine.
Comme compositrice, elle a été programmée au festival Présences (2000) de Radio-France, qui lui a également commandé Estrans en 2002. Elle a composé des trios Polycordes, Werther, 3D, ainsi que de la musique d'orchestre : Concertos pour guitare électrique, pour ondes Martenot. Elle écrit actuellement pour le BBC Scottish Symphony Orchestra (direction Ilan Volkov) et pour le Dumky Trio, parallèlement elle participe à des activités musicales au conservatoire I. Bellocq (concours d'orchestration, concert "Petite musique de pluie" avec la classe de flûtes...).

## Œuvres
L’œuvre de Bellocq couvre presque tous les genres, de la pièce pour instrument soliste seul au grand orchestre, en passant par la musique de chambre, l’orchestre, et des instruments rares ou rarement utilisés en musique classique : viole d'amour, mandoline, accordéon, guitare électrique, et même bétonnière.
Les œuvres de sa première période (1976 -1983) sont nettement inspirées par Béla Bartók, André Jolivet et Franck Martin mais elle y manifeste déjà les principales caractéristiques qui s’affirmeront plus tard, notamment rythmiques et mélodiques (Triptyque pour clarinette). Elle s'intéresse à partir de 1984 aux différentes techniques d'avant-garde, mais pour les adapter à son langage lequel, dans les années 2000, peut parfois aller loin dans la modernité.
Sa troisième période, à partir de 2004, est classiquement celle de la synthèse et des grands projets : Meduana, pour 300 exécutants ; Concerto pour guitare électrique ; Concerto pour ondes Martenot ; Poem pour trois solistes et orchestres.
Parallèlement elle met en musique pour de nombreuses poétesses (Emily Dickinson, Édith Azam, Cécile Oumhani, Christina Rossetti, Anne Brontë, Antemanha). Elle a écrit également de nombreuses œuvres pédagogiques, par exemple Petite musique de pluie, pour ensemble de flûtes.

## Œuvres principales
- 1978 : Triptyque, pour clarinette ou flûte
- 1982 : Mouvement, pour piano
- 1986 : 2 poèmes, pour 2 guitares
- 1988 : Voyages, pour chœur, 12 instruments et sons enregistrés
- 1988 -1990 : 2 poèmes de René Char, pour voix et 6 instruments
- 1991 : Mouvements, pour violoncelle et guitare
- 1992 : Hallucination, pour orchestre
- 1993 : Les Tombeaux, pour flûte et piano
- 1993 : 5 Gedichte [poèmes d'Anja Thomas], pour soprano et flûte
- 1995 : Pacific 232, pour 3 ou 4 flûtes
- 1996 : Trio déconcertant, pour flûte, clarinette et violoncelle
- 1997 : Symphonie déconcertante, pour flûte, clarinette, violoncelle, grand orchestre et big-band de jazz
- 1998 : Trio no 1 La Folia, pour violon, violoncelle et piano
- 1999 : Sirénade, pour flûte et harpe
- 1999 : Paradise is of the Option [Dickinson], pour voix et violoncelle
- 2000 : Nuit et jour, pour flûte, saxophone et harpe
- 2001 : Le Tombeau d'Olivier Greif, pour violon, alto, violoncelle et piano
- 2002 : Tre, pour violoncelle
- 2003 : Palmes, pour viole d'amour
- 2004 : Citrons éclatés du silence, pour mandoline
- 2004 : De l'oubli s'eveille pour harpe
- 2004 : L'Envol de la locomotive sacrée, pour 16 instruments
- 2004 : Soleil noir, pour flûte et trio à cordes
- 2005 : Miniatures, pour clarinette basse
- 2005 : Lumière plissée, pour quatuor à cordes
- 2005 : Archivolte, pour piano
- 2005 : Puzzle, pour petit orchestre
- 2005 : Anachroniques [Karvovski] pour récitant-e et flûte
- 2006 : Tectonique des rêves, pour violon et piano
- 2006 : Concerto pour guitare électrique et orchestre
- 2006 : Aventure, pour orchestre à vent
- 2006 : L'Abîme est en haut, pour soprano, accordéon, violon et violoncelle
- 2007 : Obsession, pour violon, clarinette, piano et sons enregistrés ou ensemble
- 2007 : 3 Donne [Brontë, Dickinson, Rossetti], pour soprano, guitare et ondes Martenot
- 2007 : 5 joies [Karvovski], pour 5 voix
- 2007 : Concerto pour ondes Martenot et orchestre à cordes ou à cordes pincées
- 2007 : Au-delà, pour chœur
- 2008 : Meduana, pour 3 récitants, chœur d'enfants, orchestre symphonique et orchestre à vent
- 2008 : Éphémères, pour quintette de cuivres
- 2009 : Trio no 2, pour violon, violoncelle et piano
- 2009 : Ombres [Azam], pour 1 ou 2 récitant-e-s, flûte et harpe
- 2012 : Les oiseaux de Kikjubæjarklaustur, pour 2 récitant-e-s, flûte  et harpe ou piano
- 2013 : Lleennttoo, pour orchestre
- 2017 : Paysage avec ruisseau, pour flûte et orchestre à cordes
- 2018 : 2 paroles échouées (poésies de Lucien Guérinel) pour récitant-e et piano
- 2018 : Hydra pour 6 voix de femmes et oud
- 2018 : 5 petites méditations pour flûte basse et théorbe

## Publications

### Enregistrements
- Bellocq : Obsession, Jean-Claude Henriot, Dux 2009
- Bellocq  Cosmogonies : Ohana, Giraud, Brenet, Gaussin, Bellocq, Lacaze, Rotaru Galun records 2006
- Kœchlin : Le nénuphar op. 13, Phonicone 2005
- Bellocq : Aujourd’hui l’Australie, Galun records 2001
- Bellocq : Passages, trio Polycordes La Follia Madrigal 2001
- Lacaze : La vita è bella?, Galun records 2000
- Nissim : Heureusement qu’on va vers l’an 2000 (jazz)

### Partitions
Éditions Delatour, Leduc, Billaudot, Harposphère, Allegro International.

### Articles
- Traversières no 62 (1999), et tous les numéros de 2001 à 2006 : articles sur des compositeurs (Campo, Castérède, Denisov, Dusapin, Fedele, Gaussin, Giraud, Henze, Holliger, Rotaru, etc.), le répertoire, des ensembles de musique contemporaine, etc.
- La Lettre du Musicien, notamment sur Pierre Boulez et Doïna Rotaru, 2001
- Bulletin de l'Association Internationale de la Harpe, Paris février 2003
- Syrinx no 61 Sparizioni e riscoperte, 2004
- Bellocq, Ivan et Moreux, Bernard : Two friends of Prokofiev in Three oranges (Prokofiev Foundation) no 11, Londres, 2006